# Ally McBeal
Ally McBeal är en amerikansk dramakomediserie, skapad av David E. Kelley. Serien sändes av det amerikanska tv-nätverket FOX i fem säsonger mellan 1997 och 2002. Den har i Sverige visats på TV4, från premiären 23 februari 1998 till finalen 2 december 2002.
Ally McBeal har vunnit många priser av olika slag, däribland fyra Golden Globe. Serien kretsar kring den något vimsiga Boston-baserade advokaten Ally McBeal, spelad av Calista Flockhart, som mellan rättsfallen tar itu med sitt problematiska kärleksliv.

## Handling
Serien handlar om Ally McBeal, en ung jurist som i första avsnittet får sparken från en advokatbyrå när hon vill stämma en av cheferna som tafsar på henne. Istället blir hon anställd av en kurskamrat, Richard Fish, på advokatbyrån Cage & Fish. 
På Cage & Fish jobbar också Billy Thomas, som var Ally McBeals ungdomskärlek och orsaken till att hon överhuvudtaget blev advokat – och hans nya fru, Georgia. Trots det har Ally fortfarande känslor kvar för Billy, vilket hennes rumskamrat, Renée, får ge henne råd om. Andra som jobbar på byrån är Allys nyfikna sekreterare Elaine och dess andre huvudägare, John Cage, en udda figur som aldrig verkar förlora några fall.

## Rollista
- Ally McBeal – Calista Flockhart
- Georgia Thomas (Billys fru) – Courtney Thorne-Smith (1997–2000)
- Richard Fish (ägare till Cage & Fish) – Greg Germann
- Renée Raddick (Allys rumskamrat) – Lisa Nicole Carson (1997–2001)
- Elaine Vassal (Allys assistent) – Jane Krakowski
- Billy Thomas (Allys ex-pojkvän) – Gil Bellows (1997–2000)
- Vonda Shepard (barsångerska) – Vonda Shepard
- John Cage (ägare till Cage & Fish) – Peter MacNicol
- Nelle Porter – Portia de Rossi (1998–2002)
- Ling Woo – Lucy Liu (1998–2002)
- Mark Albert – James LeGros (2000–2001)
- Larry Paul – Robert Downey Jr. (2000–2001)
- Coretta Lipp – Regina Hall (2001–2002)
- Jenny Shaw – Julianne Nicholson (2001–2002)
- Glenn Foy – James Marsden (2001–2002)
- Raymond Millbury – Josh Hopkins (2001–2002)
- Maddie Harrington – Hayden Panettiere (2002)
- Victor Morrison – Jon Bon Jovi (2002)
- Seymore Walsh - Albert Hall (1998-2002)
- Jennifer "Whipper" Cone - Dyan Cannon (1997-2000)
- Greg Butters - Jesse L. Martin (1998-1999)

### Gästroller
Många kända eller blivande kända skådespelare medverkar i ett eller flera avsnitt i serien:
- Tracey Ullman - Dr. Tracey
- Tim Dutton - Brian Selig
- Dakota Fanning - Ally som barn
- Bruce Willis - Dr. Nickle
- Gina Philips - Sandy Hingle
- Lisa Edelstein - Cindy McCauliff
- Anne Heche - Melanie West
- Taye Diggs - Jackson Duper
- Jennifer Holliday - Lisa Knowles
- Harrison Page - Pastor Mark Newman
- Josh Groban - Malcolm Wyatt
- John Michael Higgins - Steven Milter
- Barry Humphries (som Dame Edna) - Claire Otoms
- Christina Ricci - Liza Bump
- Jill Clayburgh - Jeannie McBeal
- James Naughton - George McBeal
- Tate Donovan - Ronald Cheanie
- Michael Easton - Glenn
- Linda Gehringer - Justitieminister Janet Reno
- Dylan McDermott - Bobby Donnell
- Josh Ryan Evans - Oren Koolie
- John Ritter - George Madison
- Sandra Bernhard - Caroline Poop
- Eddie Kehler - Paul Potts
- Famke Janssen - Jamie
- Matthew Perry - Todd Merrick
- Chayenne - Sam Adams
- Josef Sommer - Henry Thompson
- Bernadette Peters - Cassandra Lewis
- Lara Flynn Boyle - Helen Gamble/Tally Cupp
- Jacqueline Bisset - Frances Shaw
- Alexandra Holden - Jane Wilco
- Wendy Worthington - Margaret Camaro
- Brooke Burns - Jennifer Higgin
- Bobby Cannavale - Wilson Jade
- Phil Leeds - Domare "Happy" Boyle
- Richard T. Jones - Matt Griffin
- Jason Gedrick - Joel
- Farrah Fawcett - Robin Jones
- Ted Marcoux - Louis Walters
- Craig Bierko - Dennis Martin
- Orson Bean - Marty Brigg
- Mark Feuerstein - Hammond Deering
- Betty White - Dr. Shirley Flott
- Amanda Donohoe - Marianne Holt
- Clyde Kusatsu - Dr. Myron Okubo
- Jonathan Taylor Thomas - Chris Emerson
- Alicia Witt - Hope Mercey
- William Russ - Michael Bassett
- Michael Vartan - Jonathan Bassett
- Marcia Cross - Myra Robbins
- Jami Gertz - Kimmy Bishop
- Boyd Kestner - Dr. Greg Barrett
- Fred Willard - Dr. Harold Madison
- Christine Lahti - Sydney Gale
- Leslie Jordan - Dr. Benjamin Harris
- Bobby Cannavale - Wilson Jade
- Heather Locklear - Nicole Naples
- Vanessa L. Williams - Sheila Hunt
- Kyra Sedgwick - Helena Greene
- Mariah Carey - Candy Cushnip
- Dee Wallace - Gail Clarkson
- William R. Moses - Kenneth Thompson
- Dabbs Greer - Vincent Robbins
- Rosie O'Donnell - Dr. Hooper
- Rob Schneider - Ross Fitzsimmons

Dessutom medverkar flera artiser i gästroller som sig själva:

- Barry White
- Al Green
- Tina Turner
- Gloria Gaynor
- Chubby Checker
- Anastacia
- Sting
- Elton John
- KC & the Sunshine Band
- Randy Newman
- Boz Scaggs
- Gladys Knight

## Produktion
Avsnitten fokuserar inte så mycket på rättsfallen, utan mer på Ally McBeal och hennes kollegors liv och leverne. Ibland användes olika rättsfall som delar av intrigen, exempelvis som kontrast eller förstärkning av det som pågår i Allys eget liv. En bitter skilsmässoförhandling kan exempelvis bilda bakgrund till Allys beslut att göra slut med sin pojkvän.
Ett återkommande grepp i serien är att Allys fantasier och tankar visas upp, bland annat en baby som dansar till "Hooked on a Feeling".
Utanför rättssalen och advokatbyrån träffas rollfigurerna på en bar där sångerskan Vonda Shepard ofta uppträder.

### Produktionshistorik
David E. Kelley, som tidigare hade skrivit manus till avsnitt av Lagens änglar och Småstadsliv fick ett längre kontrakt med FOX. Hans första serie, Chicago Hope, fick positiv kritik, men konkurrerade med Cityakuten och förlorade kampen om tittarna. De nästa två serierna kretsade båda kring livet som advokat. Den ena, Advokaterna, hade också svårt att hitta tittare de första säsongen. Den andra, Ally McBeal, fick relativt snabbt hitstatus.
Ally McBeal hade premiär den 8 september 1997. The New York Times menade att serien på ett unikt sätt betonade ”rollfigurer och karikatyrer”.. Andra journalister menade att huvudrollen var ett stort steg bakåt för alla feminister. Under den första säsongen skrev Kelley manus till alla avsnitt, samtidigt som han skrev Advokaterna. De senare säsongerna tog han dock in andra manusförfattare.
Seriens första två säsonger drevs i stort sett av seriens grundkoncept där Ally McBeals rollfigur stöter på olika bekymmer som speglas i de rättsfall hon arbetar med. Efter de två säsongerna togs allt fler gästskådespelare in allt eftersom serien förlorade tittare.
Under den fjärde säsongen anslöt sig Robert Downey Jr. till de reguljära rollfigurerna som Allys pojkvän Larry Paul, vilket gjorde att tittarsiffrorna åter steg temporärt. David E. Kelley planerade till och med att låta Ally och Larry Paul gifta sig i slutet av den säsongen, men när Downeys narkotikaberoende gjorde att han greps tvingades Fox avskeda honom, trots Kelleys protester. Avsnitten skrevs om så att alla omnämnanden av bröllopet togs bort. Samtidigt togs flera andra rollfigurer bort utan förklaring: Renee, Mark, Jackson and Jane Wilco, vilket gjorde att tittarsiffrorna sjönk igen. Gästframträdanden från Matthew Perry, Jon Bon Jovi, Christina Ricci, och Dame Edna i säsong fem räckte inte för att rädda serien från att läggas ner.

### Musik
Musiken spelar en framträdande roll i tv-serien. I så gott som varje avsnitt går Ally och hennes vänner ut på krogen och dansar, sjunger eller bara lyssnar till musik, som oftast framförs av Vonda Shepard. Vonda Shepard har även gjort Ally McBeals vinjettlåt "Searching my Soul". Musiken från serien har givits ut på ett antal skivor.